# PC 엔진 슈퍼그래픽스

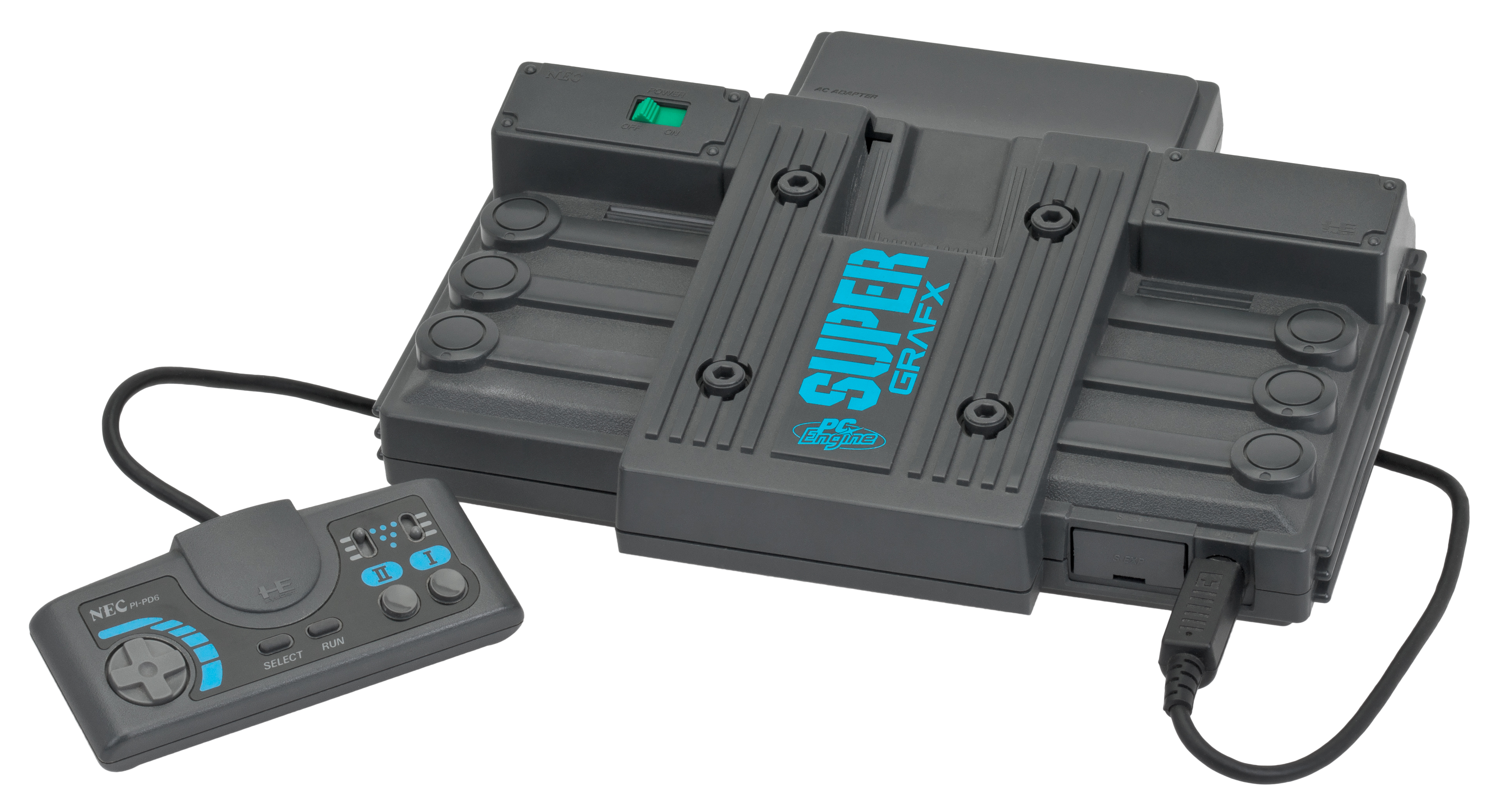
PC 엔진 슈퍼그래픽스 시스템.

PC 엔진 슈퍼그래픽스(PC Engine SuperGrafx, 일본어: PCエンジンスーパーグラフィックス)는 NEC 홈 일렉트로닉스에서 발매한 PC 엔진의 후기 모델이다. 1989년 12월 8일 일본에서 발매되었으며, 발매 당시 정가는 39,800엔.
발매된 전용 게임이 5개, 대응 게임이 1개로 시장이 확립되기도 전에 모습을 감추었다. 호환성이 있기 때문에 PC 엔진용 휴카드와 CD-ROM을 그대로 이용할 수 있다.

## 개요
PC 엔진에 사용되던 그래픽 칩 HuC6270을 2개 탑재함으로써 스프라이트, 백그라운드 사양을 2배로 강화한 머신이다. 탑재 메모리의 용량도 증량되어 아날로그 컨트롤러용의 18핀 패럴렐 단자를 갖추고 있었다.
독립된 2개의 비디오 칩으로부터 출력되는 2개 계통의 비디오 데이터 신호를 1개로 합성해 모니터에 출력하는 방식이 취해지고 있는 형편상, 게임의 알고리즘 제어와 화면 그리기를 통일적으로 관리하기 어렵고, 각각의 칩 그 자체의 제약은 그대로 받는 등 프로그래밍이 번잡하고 취급하기 어려운 머신이 되고 있었다.
케이스는 자동차의 엔진을 이미지한 것 같은 형상으로 크기는 기존 기기의 3배 이상이다.
다른 기기와의 접속에 있어서 조이패드나 주변기기는 기본적으로 기존기기인 PC엔진과 같은 것을 사용할 수 있다.단 CD-ROM2의 이용에 있어서 주의해야 할 점이 존재한다.

## 소프트웨어
하드웨어의 확장 부분과 코딩 상황에 따라 기존의 일부 소프트웨어[주석 1]에서는 후부의 전환 스위치로 PC 엔진 모드로 기동해야 한다.
발매된 전용 소프트웨어는 5개, 2개 대응 소프트웨어가 1개뿐이어서 이 기종에 따른 시장을 형성할 수 없었다.
- 배틀에이스 1989년 11월 30일 허드슨
- 마동왕 그랑조트 1990년 4월 6일 허드슨
- 대마계촌 1990년 7월 27일 NEC 애비뉴
- 오르디네스 1991년 2월 22일 허드슨
- 1941 Counter Attack 1991년 8월 23일 허드슨

슈퍼그래픽의 발표 시에는 NEC 애비뉴에서 '스트라이더 비룡'도 전용 소프트웨어로서의 릴리스가 라인업되어 있었지만, 제작과정에서의 사양변경으로 인해 전용 소프트웨어로서 발매되지 않았다.

### 양대응 소프트웨어
통상의 PC 엔진으로도 플레이 가능하지만, 슈퍼 그래픽으로 기동했을 경우는 스프라이트의 옆줄거름이 경감되는 등의 혜택이 있다.두 지원 소프트웨어는 소프트웨어 측에서 하드웨어를 인식해 PC엔진 시 비디오 칩 1개, 슈퍼그래픽 시 비디오 칩 2개를 사용하는 방식이었다.
- 달라이어스 플러스 1990년 9월 21일, NEC 애비뉴
- 달라이어스 알파(선물용 비매품) 1990년, NEC 애비뉴

그 외에도 NEC거리보다 "스트라이더 히류"(SUPER CD-ROM2→의 CD-ROM2로 이행)과 "아케이드"(CD-ROM2에 이행)등 몇몇 두 대응 소프트의 발매가 방송되고 있었지만, 제작 과정에서의 사양 변경에 따른 실현되지는 않았다.